# Rinorea horneri
Rinorea horneri är en violväxtart som först beskrevs av Pieter Willem Korthals, och fick sitt nu gällande namn av Carl Ernst Otto Kuntze. Rinorea horneri ingår i släktet Rinorea och familjen violväxter. Inga underarter finns listade i Catalogue of Life.